# Pelargonium punctatum
Pelargonium punctatum är en näveväxtart som först beskrevs av Gábor Gabriel Andreánszky, och fick sitt nu gällande namn av Carl Ludwig von Willdenow. Pelargonium punctatum ingår i släktet pelargoner, och familjen näveväxter. Inga underarter finns listade i Catalogue of Life.